# Taveta eucosmia
Taveta eucosmia là một loài bướm đêm trong họ Noctuidae.